# Amerila rufitarsis
Amerila rufitarsis là một loài bướm đêm thuộc phân họ Arctiinae, họ Erebidae.